# Hincovce
Hincovce (deutsch Hinsdorf, ungarisch Szepesnádasd – bis 1895 Hincóctersztyán – bis 1892 Hincóc) ist eine Gemeinde im Osten der Slowakei mit 266 Einwohnern (Stand 31. Dezember 2024) und gehört zum Okres Spišská Nová Ves, einem Teil des Košický kraj, sowie zur traditionellen Landschaft Zips.

## Geographie
Die Gemeinde befindet sich im Talkessel Hornádska kotlina in einem engen Tal des Baches Peklisko, eines linksufrigen Zuflusses des Hornád. Das Ortszentrum liegt auf einer Höhe von 440 m n.m. und ist sechs Kilometer von Spišské Vlachy sowie 16 Kilometer von Spišská Nová Ves entfernt.
Zur Gemeinde gehört Meierhof, ehemals Dorf Trsťany (erste Erwähnung 1241) nordwestlich des Hauptortes.
Nachbargemeinden sind Spišské Podhradie (über den Stadtteil Katúň) im Norden, Bystrany im Osten und Süden, Spišský Hrušov im Westen sowie Buglovce und Baldovce im Nordwesten.

## Geschichte
Hincovce wurde zum ersten Mal 1320 als Hench schriftlich erwähnt. Weitere historische Namen sind Hangendorff (1421), Henczfalua (1464), Henczowtze (1565) und Hinzowze (1786). Das Dorf entstand im 14. Jahrhundert nach der Gründung durch den Gespan Henc, eines Verwandten von Jakob, dem damaligen Zipser Propst. 1462 erhielt das Geschlecht Polyánkay den Ortsbesitz durch einen Schenkungsakt von Matthias Corvinus, später lag der Ort im Herrschaftsgebiet der Zipser Burg. 1787 hatte die Ortschaft 17 Häuser und 169 Einwohner, 1828 zählte man 30 Häuser und 232 Einwohner, deren Haupteinnahmequelle Landwirtschaft war.
Bis 1918 gehörte der im Komitat Zips liegende Ort zum Königreich Ungarn und kam danach zur Tschechoslowakei beziehungsweise heute Slowakei.

## Bevölkerung
| Jahr                | 1994 | 2004    | 2014    | 2024     |
| ------------------- | ---- | ------- | ------- | -------- |
| Anzahl der Personen | 207  | 207     | 223     | 266      |
| Unterschied         |      | +1,42 % | +7,72 % | +19,28 % |

| Jahr                | 2023 | 2024    |
| ------------------- | ---- | ------- |
| Anzahl der Personen | 267  | 266     |
| Unterschied         |      | −0,37 % |

Gemäß der Volkszählung 2011 wohnten in Hincovce 236 Einwohner, davon 230 Slowaken und ein Pole. Bei fünf Einwohnern liegt keine Angabe zur Ethnie vor.
216 Einwohner bekannten sich zur römisch-katholischen Kirche sowie jeweils ein Einwohner zur Evangelischen Kirche A. B. und zur griechisch-katholischen Kirche. Fünf Einwohner waren konfessionslos und bei 13 Einwohnern wurde die Konfession nicht ermittelt.